# Bahnstrecke Thurow–Feldberg
| Bahnstrecke am Schlesersee bei Carpin |                                                |                                     |                                     |
| Streckennummer: | 6957                                           |                                     |                                     |
| Kursbuchstrecke: | 108d (1934) 100h (1939) 120a (1946) 187 (2000) |                                     |                                     |
| Streckenlänge: | 18,8 km                                        |                                     |                                     |
| Spurweite: | 1435 mm (Normalspur)                           |                                     |                                     |
| Streckengeschwindigkeit: | 50 km/h                                        |                                     |                                     |
| |                                                |                                     |                                     |
| \| \| \| von Neustrelitz Süd \| \| \| \| 0,0 \| Thurow (Meckl) \| Thurow (Meckl) \| \| \| \| nach Strasburg \| \| \| \| 5,4 \| Carpin \| Carpin \| \| \| 8,2 \| Bergfeld (Meckl) \| Bergfeld (Meckl) \| \| \| 12,8 \| Dolgen (Meckl) (ehem. Personenbf) \| Dolgen (Meckl) (ehem. Personenbf) \| \| \| 15,3 \| Weitendorf (b Feldberg/Meckl) \| Weitendorf (b Feldberg/Meckl) \| \| \| 18,8 \| Feldberg (Meckl) (ehem. Personenbf) \| Feldberg (Meckl) (ehem. Personenbf) \| |                                                |                                     |                                     |
| Strecke |                                                | von Neustrelitz Süd                 | von Neustrelitz Süd                 |
| ehemaliger Bahnhof | 0,0                                            | Thurow (Meckl)                      | Thurow (Meckl)                      |
| Abzweig geradeaus und ehemals nach links |                                                | nach Strasburg                      | nach Strasburg                      |
| ehemaliger Bahnhof | 5,4                                            | Carpin                              | Carpin                              |
| ehemaliger Bahnhof | 8,2                                            | Bergfeld (Meckl)                    | Bergfeld (Meckl)                    |
| Dienststation / Betriebs- oder Güterbahnhof | 12,8                                           | Dolgen (Meckl) (ehem. Personenbf)   | Dolgen (Meckl) (ehem. Personenbf)   |
| ehemaliger Haltepunkt / Haltestelle | 15,3                                           | Weitendorf (b Feldberg/Meckl)       | Weitendorf (b Feldberg/Meckl)       |
| Betriebs-/Güterbahnhof Streckenende | 18,8                                           | Feldberg (Meckl) (ehem. Personenbf) | Feldberg (Meckl) (ehem. Personenbf) |

Die Bahnstrecke Thurow–Feldberg, stets im durchgehenden Verkehr in der Relation Neustrelitz–Feldberg betrieben, ist eine  Eisenbahnstrecke im Süden Mecklenburgs. Der Verkehr auf der eingleisigen Nebenbahn wurde im Jahr 2000 eingestellt und die Strecke anschließend stillgelegt. Im Jahr 2005 übernahm die ELS Eisenbahn Logistik und Service die Strecke und reaktivierte sie in 
der Folgezeit. Bis 2015 fanden dort gelegentliche Sonderfahrten statt.

## Geschichte

### Vorgeschichte und Bau
Die Mecklenburgische Friedrich-Wilhelm-Eisenbahn-Gesellschaft (MFWE) eröffnete 1890 die Strecken von der preußischen Grenze bei Buschhof nach Neustrelitz und 1893 von Blankensee nach Strasburg. Beide Teilstücke waren zunächst nur über die staatliche Berliner Nordbahn verbunden. Nachdem die Preußische Staatsbahn verhindern wollte, dass die MFWE ihre Strecke nutzte, baute diese einen eigenen Bahnhof Neustrelitz MFWE (heute: Neustrelitz Süd) und eine Verbindung parallel zur Staatsbahnstrecke über Thurow und Rödlin nach Blankensee, die am 15. Dezember 1907 eröffnet wurde. Wenige Jahre später, am 21. Dezember 1910, ging der Anschluss von Thurow nach Feldberg nach gut einem halben Jahr Bauzeit in Betrieb. Die Strecke war anspruchslos trassiert. Größere Einschnitte oder Dämme gab es nicht, lediglich einige Bachdurchlässe.

### Spätere Entwicklung
Das Verkehrsaufkommen war stets mäßig. Bis zum Ende des Zweiten Weltkrieges fuhren je nach Verkehrstag drei bis vier Personenzüge am Tag zwischen beiden Endpunkten. Alle Züge fuhren bereits ab oder nach Neustrelitz MFWE (seit der Verstaatlichung der MFWE 1941 Neustrelitz Süd genannt). 1947 musste die Strecke Thurow–Strasburg als Reparationsleistung an die Sowjetunion abgebaut werden; der Abschnitt Neustrelitz–Thurow und die Strecke nach Feldberg blieben in Betrieb. Am Verkehrsaufkommen änderte sich nicht viel, es blieb bei drei bis vier Personenzügen am Tag in jede Richtung. Bis zur Wende 1990 wurden ein oder zwei Zugpaare als Personenzug mit Güterbeförderung gefahren. Die Fahrzeiten dieser Züge lag bei achtzig Minuten für die 27 Kilometer zwischen Neustrelitz und Feldberg, die übrigen Züge benötigten etwa 50 Minuten. Der Güterverkehr wurde am 31. Dezember 1994 eingestellt.

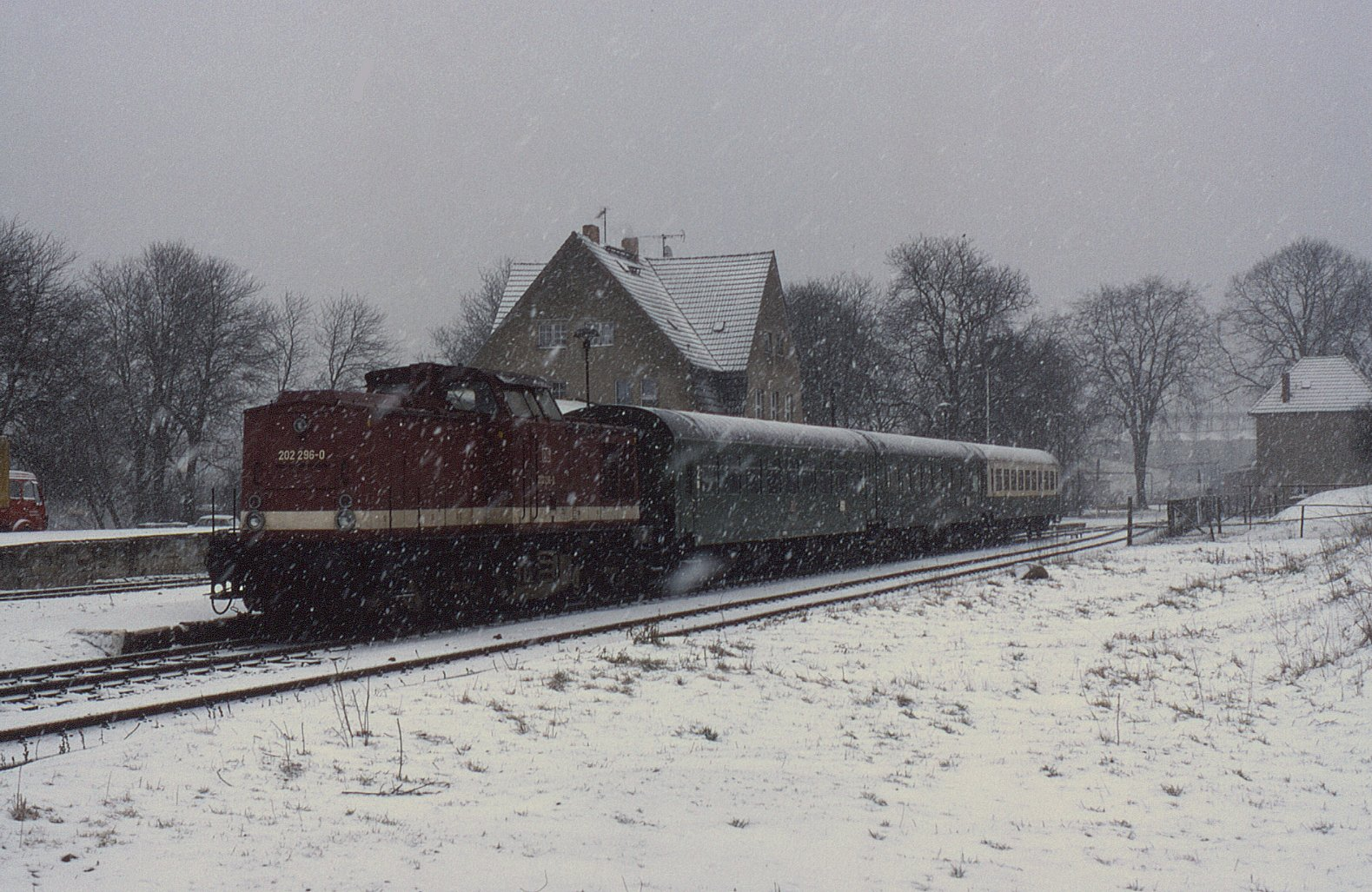
Zug nach Neustrelitz im Bahnhof Feldberg, Januar 1995

Nachdem man 1993/94 kurzzeitig versucht hatte, mit einem Eilzug an Wochenenden die Attraktivität der Strecke zu steigern, wurde 1996 das Zugangebot verdichtet. Es verkehrten seitdem acht Züge täglich in einem angenäherten Zweistundentakt. Die Fahrzeit der Züge konnte etwas verbessert werden und man erreichte mit etwas über 40 Minuten für die Fahrt von Neustrelitz nach Feldberg wieder ein ähnliches Niveau wie vor dem Zweiten Weltkrieg. Am grundlegenden Streckenzustand änderte sich jedoch nichts. Die Gleise auf der Strecke blieben bis auf wenige Abschnitte in Kiesbettung. Ab Fahrplanwechsel im Mai 1998 wurde der Personenverkehr von der Ostmecklenburgischen Eisenbahn (ab 2005 Ostseeland Verkehr) der Connex-Gruppe (heute: Veolia) übernommen. Sie setzte teils moderne Triebwagen des Typs Talent, teils ältere Triebwagenmodelle ein. Bis dahin waren während der gesamten Betriebszeit der Strecke mit Ausnahme einiger Züge in den 1930er Jahren ausschließlich lokbespannte Züge zum Einsatz gekommen.
Zum 27. Mai 2000 wurde der Schienenpersonennahverkehr auf der Strecke vom Land Mecklenburg-Vorpommern abbestellt. Es verkehrten im darauffolgenden Sommer noch einige Sonderzüge. Die letzte Sonderfahrt war am 21. Dezember 2000 aus Anlass des 90-jährigen Streckenjubiläums. Unmittelbar darauf wurde die Stilllegung der Strecke mit Wirkung zum 22. Dezember 2000 vollzogen.
Seitdem verkehrt die Buslinie 619 der Mecklenburg-Vorpommerschen Verkehrsgesellschaft (MVVG) als Bahnersatzverkehr parallel zur Bahnstrecke.

### Entwicklung nach dem Jahr 2000
Nach der Stilllegung blieb der Gleiskörper erhalten. Inzwischen wurde die Strecke vom Neustrelitzer Unternehmen ELS Eisenbahn Logistik und Service GmbH übernommen. Diese ist nun für die Infrastruktur verantwortlich und setzte die Strecke wieder in Betrieb. Am 1. Mai 2008 fand erstmals seit mehreren Jahren wieder eine Sonderfahrt statt. Auch 2009 und 2010 gab es Sonderfahrten über die Strecke, ebenso in den folgenden Jahren. Im März 2015 verkehrte erstmals seit etlichen Jahren wieder ein Güterzug über die Strecke, der Holz aus Feldberg abtransportierte.
Das Verkehrsministerium des Landes Mecklenburg-Vorpommern ließ bis März 2025 das Fahrgastpotenzial ermitteln. Dabei wurde für eine Verbindung Neustrelitz Hbf–Feldberg ein so niedriger Nachfragewert ermittelt, dass keine Reaktivierung mehr weiterverfolgt wurde.

## Streckenbeschreibung

### Verlauf
Vom neben dem Neustrelitzer Hauptbahnhof gelegenen Bahnhof Neustrelitz Süd verläuft die Trasse der ehemaligen Strecke nach Strasburg fast parallel zur Nordbahn nach Neubrandenburg durch waldreiche Gegenden. Die eigentliche Strecke nach Feldberg beginnt acht Kilometer östlich von Neustrelitz im Bahnhof Thurow. Allerdings ist Thurow schon lange nicht mehr als Abzweigbahnhof zu erkennen, da die Strecke nach Strasburg nach dem Zweiten Weltkrieg abgebaut wurde. Dadurch wurde Thurow ein reiner Zwischenbahnhof auf dem Wege von Neustrelitz nach Feldberg. Von dort führt die Strecke Richtung Osten zunächst durch Waldgebiete, die bei Carpin verlassen werden. Die Strecke verläuft danach durch offenere, hügelige Landschaft mit mehreren kleinen Seen weiter über Bergfeld und Dolgen. Hinter dem ehemaligen Haltepunkt Weitendorf wird nochmal ein kleines Waldstück passiert, bevor nach kurzer Fahrt Richtung Südosten der Bahnhof Feldberg erreicht ist. Der Bahnhof liegt im Süden der ehemaligen Kleinstadt, die heute das Zentrum der Gemeinde Feldberger Seenlandschaft bildet und im gleichnamigen Naturpark, einer seenreichen Endmoränenlandschaft, liegt. Weniger hunderte Meter östlich des Bahnhofs liegt der langgezogene See Schmaler Luzin.

### Betriebsstellen
Thurow (Meckl)

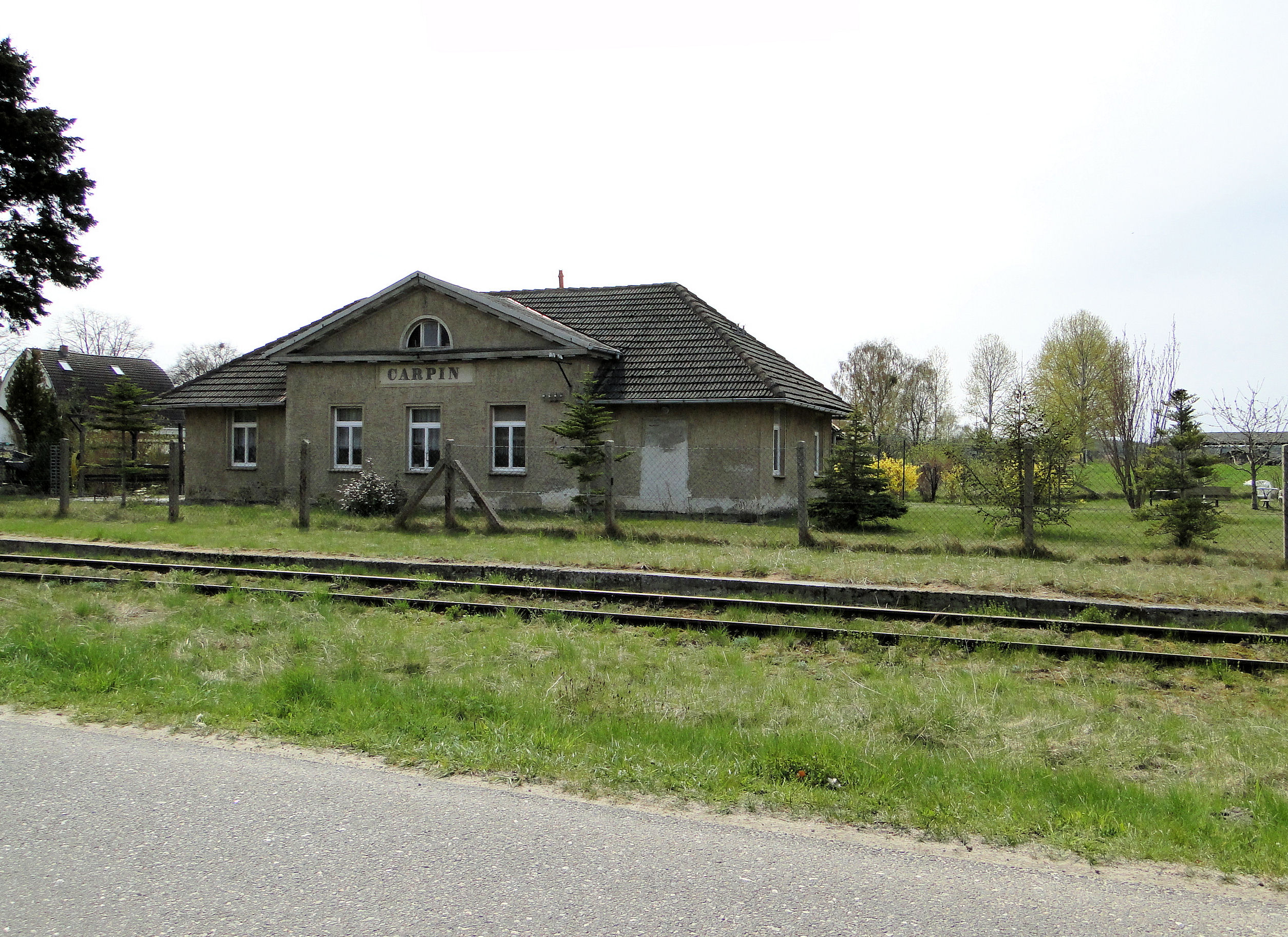
Empfangsgebäude in Carpin (2010).

Der Bahnhof in Thurow besaß ursprünglich ein Durchgangs- und ein Ausweichgleis sowie zwei Ladegleise. Der Streckenabzweig der Strecken nach Feldberg von der nach Strasburg war östlich der anderen Bahnhofsanlagen. Das Bahnhofsgebäude steht unter Denkmalschutz.
Carpin, Bergfeld (Meckl), Dolgen (Meckl)
Alle drei Stationen wurden als Haltestellen mit einem Durchgangs- und einem Anschlussgleis gebaut. Sie besitzen kleine, praktisch identische, einstöckige Empfangsgebäude. Sie werden als Wohnhäuser genutzt. Die Bahnhofsgebäude in Carpin und Bergfeld sind denkmalgeschützt. Bis auf das durchgehende Hauptgleis sind die Gleise in Carpin und Bergfeld abgebaut, das in Dolgen existiert noch und wurde bei Sonderfahrten im Jahr 2010 aus Anlass des hundertjährigen Bestehens der Strecke für Zugkreuzungen genutzt.
Weitendorf (b Feldberg/Meckl)

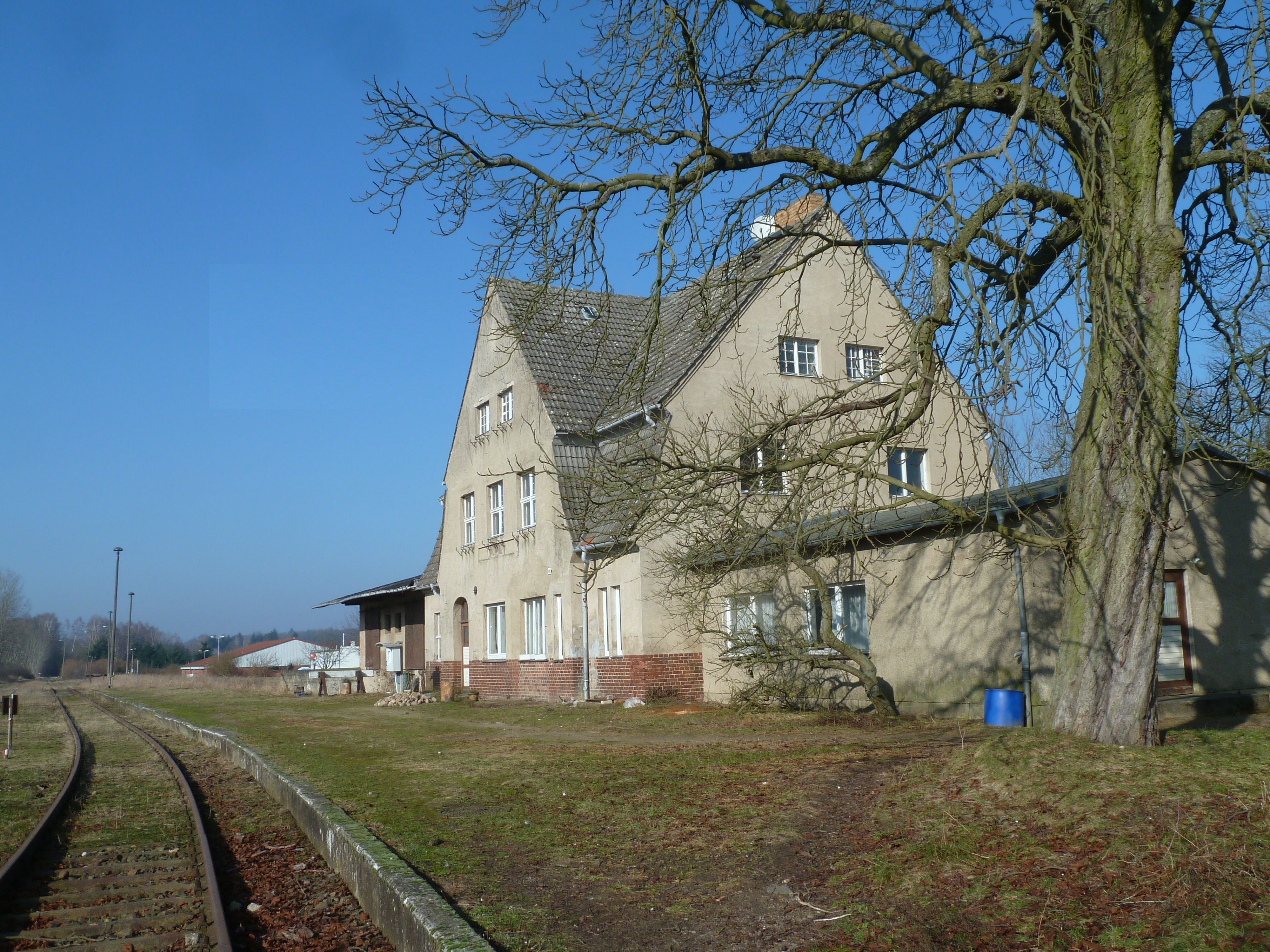
Bahnhof Feldberg (Meckl) im Februar 2015

Der Bahnhof in Weitendorf war ein Haltepunkt ohne Empfangsgebäude. Bereits 1993, sieben Jahre vor Einstellung des Personenverkehrs auf der Strecke, wurde die Station geschlossen.
Feldberg (Meckl)
Im Bahnhof der früheren Stadt Feldberg gibt es ein Durchgangs- und ein Umsetzgleis sowie mehrere Ladegleise. Das zweistöckige Empfangsgebäude hat ein  Dachgeschoss und Anbauten zu beiden Seiten, in denen sich Güterschuppen und Gaststätte befanden. Daneben gab es einen Speicher und einen Lokschuppen, die nicht mehr erhalten sind. Vom Bahnhof verlief ein Anschlussgleis einige hundert Meter in Verlängerung der Strecke in östlicher Richtung bis zu einem Getreidewerk, welches sich dort zu DDR-Zeiten befand. Das Bahnhofsgebäude mit Güterschuppen steht unter Denkmalschutz, ebenso der frühere Wasserturm am Streckenende, der umgebaut wurde und heute als Wohnhaus genutzt wird.